# The Morning After (1986)
The Morning After is een Amerikaanse thriller uit 1986 onder regie van Sidney Lumet.

## Verhaal
Alex Sternbergen wordt wakker in bed naast een dode man. Ze heeft een kater en ze weet niet hoe ze in die situatie verzeild is geraakt. Ze is bang dat ze iemand heeft neergestoken en ze slaat op de vlucht. Haar enige steun is Turner Kendall, een ex-agent die haar wil helpen.

## Rolverdeling
| Acteur            | Personage          |
| ----------------- | ------------------ |
| Jane Fonda        | Alex Sternbergen   |
| Jeff Bridges      | Turner Kendall     |
| Raúl Juliá        | Joaquin Manero     |
| Diane Salinger    | Isabel Harding     |
| Richard Foronjy   | Sergeant Greenbaum |
| Geoffrey Scott    | Bobby Korshack     |
| James Haake       | Frankie            |
| Kathleen Wilhoite | Red                |